# Bué
Bué – miejscowość i gmina we Francji, w Regionie Centralnym, w departamencie Cher.
Według danych na rok 1990 gminę zamieszkiwało 351 osób, a gęstość zaludnienia wynosiła 56 osób/km² (wśród 1842 gmin Regionu Centralnego Bué plasuje się na 796. miejscu pod względem liczby ludności, natomiast pod względem powierzchni na miejscu 1316.).